# Sistemas políticos dos estados-membros da União Europeia

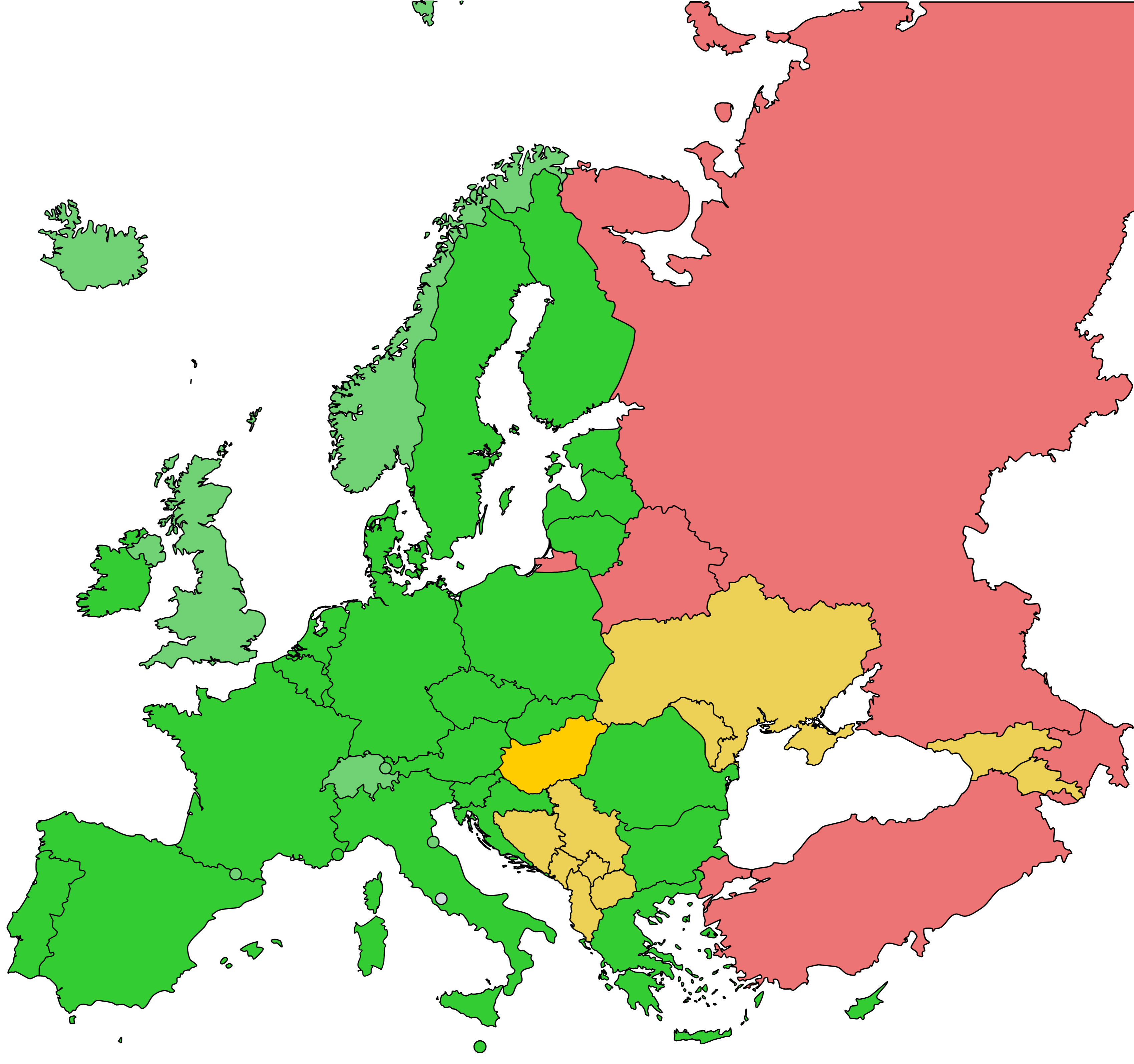
Avaliação da Freedom House para a União Europeia e estados circundantes, para 2015.
União Europeia (todos livres)
livres
parcialmente livres
não-livres
não avaliados

Esta é uma lista de estados-membros da União Europeia, os seus sistemas de governo e os seus parlamentos. A União Europeia é uma união supranacional sui generis de estados democráticos. Na cimeira do Conselho Europeu realizada em Copenhaga, Dinamarca, a 21 Junho e 22 Junho de 1993, a União Europeia definiu os critérios de Copenhaga no que diz respeito às condições que um país candidato tem de preencher para ser considerado elegível para a adesão à União Europeia:
| “ | Os critérios de adesão exigem que o país candidato deverá ter atingido: - o critério político: existência de instituições estáveis que garantam a democracia, o estado de direito, os direitos do Homem, o respeito pelas minorias e a sua protecção; - o critério económico: existência de uma economia de mercado que funcione efectivamente e capacidade de fazer face às forças de mercado e à concorrência da União; - o critério do acervo comunitário: capacidade para assumir as obrigações decorrentes da adesão, incluindo a adesão aos objectivos de união política, económica e monetária. | ” |

Consequentemente, todos os estados-membros da União Europeia são democracias eleitas directamente que são consideradas "livres" de acordo com os critérios da Freedom House (em que todos são classificados com 1/1 excepto a Croácia e a Hungria com 1/2 e Bulgária, Grécia, Letónia e Roménia com 2/2). Em 2015, todos os estados-membros da União Europeia são democracias representativas; no entanto, estes não têm todos o mesmo sistema político, com a maioria das diferenças serem resultantes de diferentes contextos históricos.
Muitos dos estados na vizinhança da União Europeia não são considerados "livres" pelos mesmos critérios. A maior parte dos estados europeus vizinhos da União Europeia são classificados como "livres" ou "parcialmente livres" pela Freedom House, com as excepções do Azerbaijão, Bielorrússia e Rússia. Por outro lado, quase todos os estados vizinhos da União Europeia do Norte de África e Sudoeste Asiático não são considerados como sendo "livres", à excepção de Israel e da Tunísia.

## Monarquismo e republicanismo

monarquia
república

No presente, seis monarquias são membros da União Europeia: Bélgica, Dinamarca, Espanha, Luxemburgo, Países Baixos, e Suécia. Todas as seis monarquias da União Europeia são monarquias constitucionais, o que significa que o monarca não influencia a política do seu país. Ou o monarca está legalmente proibido de o fazer, ou o monarca não utiliza os poderes políticos atribuídos ao seu exercício por convenção. Na alvorada do século XX, França era a única república de entre os futuros estados-membros da União Europeia; a ascensão do republicanismo à politica dominante apenas começou no início do século XX. A opinião pública está, na actualidade, firmemente a favor de manter a monarquia nas restantes sete monarquias da União Europeia, e não existe actualmente nenhuma campanha em curso com apoio popular para abolir a monarquia em nenhum deles.[carece de fontes?]

## Sistema de governo

república presidencialista
república semi-presidencialista
república parlamentarista
monarquia constitucional parlamentarista

Há três tipos de sistemas de governo na política europeia: num sistema presidencialista, o presidente é o chefe de estado e o chefe de governo; num sistema semi-presidencialista, o presidente e o primeiro-ministro partilham um número de competências; finalmente, num sistema parlamentarista, o presidente é uma figura cerimonial que possui poucas competências politicas. Tal como acontece com a definição de monarquias constitucionais, por vezes o presidente possui competências não-cerimoniais, mas não os usa por convenções constitucionais; este é o caso na Áustria, por instância.
Por definição, as monarquias constitucionais democráticas modernas são parlamentaristas, pelo que não existe um chefe de estado eleito que possa assumir competências não-cerimoniais; dos vinte e um estados-membros republicanos da União Europeia, apenas uma é uma república presidencialista (Chipre) e três são repúblicas semi-presidencialistas (França, Portugal e Roménia).

## Grau de auto-regulamentação

estado unitário
estado devolvido
estado federativo
estado federado

A maior parte do estados-membros da União Europeia são estados unitários, o que significa que a maior parte das competências se encontram no governo central e apenas questões menores ou locais estão dentro da autoridade dos governos regionais. Todavia, três estados são federações (Alemanha, Áustria e Bélgica) de estados ou regiões com iguais competências, e seis outros estados ou devolveram certos poderes a regiões especiais ou são federativos (ou ambos):
- estados federativos:
  - na Dinamarca, as Ilhas Faroé e a Gronelândia são autónomas (e nenhuma é parte da União Europeia);
  - na Finlândia, Åland possui autonomia substancial;
  - em França, uma collectivité sui generis, Nova Caledónia (que não é parte da União Europeia) possui um elevado grau de autonomia;
  - nos Países Baixos, os grupos de ilhas caribenhas de Aruba, Curaçao e São Martinho são parceiros equiparados aos Países Baixos dentro do Reino dos Países Baixos;
- estados devolvidos:
  - em Itália, o governo devolveu um número de poderes a vinte regiões, das quais cinco têm um amplo grau de autonomia;
  - em Espanha, o governo central devolveu vários podes às nacionalidades históricas de entre as comunidades autónomas, nomeadamente a Andaluzia, o País Basco, a Catalunha e a Galiza;

## Câmaras do parlamento

unicameral
bicameral

Uma outra distinção é o número de câmaras na legislatura nacional. Embora tenham existido legislaturas com mais de duas câmaras (as tricamerais e tetracamerais), hoje em dia apenas existem os unicamerais e bicamerais. Não há clara tendência para um ou outro modelo, desde 2006. Federações e países com fortes diferenças regionais ou identidades regionais são normalmente bicamerais para reflectir os interesses das regiões nas leis nacionais. Os estados com populações maiores, a partir dos Países Baixos, todos têm um sistema bicameral. Embora exista uma maior mistura entre os estados mais pequenos (alguns influenciados pela sua estrutura federalista), os estados menores são todos unicamerais.
Nos estados-membros da União Europeia, se o parlamento possui apenas uma câmara, é totalmente eleito de forma directa em todos os casos. Se existirem duas câmaras, a câmara baixa é eleita directamente em todos os casos, enquanto a câmara alta pode ser eleita directamente (por exemplo, o Senado da Polónia); ou indirectamente eleita, por exemplo, pelas legislaturas regionais (como o Conselho Federal da Áustria); ou não-eleitos, mas que representam certos grupos de interesses (por exemplo, o Conselho Nacional da Eslovénia); ou não-eleitos (embora, em geral designado por representantes eleitos) como um remanescente de um sistema político não-democrático em épocas anteriores (como na Câmara dos Lordes do Reino Unido).

## Listados por tipo de parlamento
| Estado-membro | Sistema parlamentar | Nome geral da legislatura                                                                                            | Nome geral da legislatura                                                                      |
| Estado-membro | Sistema parlamentar | Câmara baixa (membros)                                                                                               | Câmara alta (membros)                                                                          |
| ------------- | ------------------- | --- | ---------------------------------------------------------------------------------------------- |
| Alemanha      | bicameral           | —[I] | —[I]                                                                                           |
| Alemanha      | bicameral           | Dieta Federal (Bundestag) (631)[II]                                                                                  | Conselho Federal (Bundesrat) (69)                                                              |
| Áustria       | bicameral           | Convenção Federal (Bundesversammlung)                                                                                | Convenção Federal (Bundesversammlung)                                                          |
| Áustria       | bicameral           | Conselho Nacional (Nationalrat) (183)                                                                                | Conselho Federal (Bundesrat) (61)                                                              |
| Bélgica       | bicameral[III]      | Parlamento Federal (Federaal Parlement / Parlement Fédérale / Föderales Parlament)                                   | Parlamento Federal (Federaal Parlement / Parlement Fédérale / Föderales Parlament)             |
| Bélgica       | bicameral[III]      | Câmara dos Representantes (Kamer van Volksvertegenwoordigers / Chambre des Représentants / Abgeordnetenkammer) (150) | Senado (Senaat / Sénat / Senat) (60)                                                           |
| Bulgária      | unicameral          | Assembleia Nacional (Народно събрание) (240)                                                                         | Assembleia Nacional (Народно събрание) (240)                                                   |
| Chipre        | unicameral          | Câmara dos Representantes (Βουλή των Αντιπροσώπων / Temsilciler Meclisi) (56)[IV]                                    | Câmara dos Representantes (Βουλή των Αντιπροσώπων / Temsilciler Meclisi) (56)[IV]              |
| Croácia       | unicameral          | Parlamento Croata (Hrvatski sabor) (151)                                                                             | Parlamento Croata (Hrvatski sabor) (151)                                                       |
| Dinamarca     | unicameral          | A Coisa do Povo (Folketinget) (179)                                                                                  | A Coisa do Povo (Folketinget) (179)                                                            |
| Eslováquia    | unicameral          | Conselho Nacional (Národná rada) (150)                                                                               | Conselho Nacional (Národná rada) (150)                                                         |
| Eslovénia     | bicameral           | Parlamento (Parlament)                                                                                               | Parlamento (Parlament)                                                                         |
| Eslovénia     | bicameral           | Assembleia Nacional (Državni zbor) (90)                                                                              | Conselho Nacional (Državni svet) (40)                                                          |
| Espanha       | bicameral           | Cortes Gerais (Cortes Generales)                                                                                     | Cortes Gerais (Cortes Generales)                                                               |
| Espanha       | bicameral           | Congresso dos Deputados (Congreso de los Diputados) (350)                                                            | Senado (Senado) (266)                                                                          |
| Estónia       | unicameral          | Assembleia de Estado (Riigikogu) (101)                                                                               | Assembleia de Estado (Riigikogu) (101)                                                         |
| Finlândia     | unicameral[V]       | Dieta (Eduskunta / Riksdag) (200)                                                                                    | Dieta (Eduskunta / Riksdag) (200)                                                              |
| França        | bicameral           | Parlamento (Parlement) / Congresso (Congrès)                                                                         | Parlamento (Parlement) / Congresso (Congrès)                                                   |
| França        | bicameral           | Assembleia Nacional (Assemblée nationale) (577)                                                                      | Senado (Sénat) (348)                                                                           |
| Grécia        | unicameral          | Parlamento dos Gregos (Βουλή των Ελλήνων) (300)                                                                      | Parlamento dos Gregos (Βουλή των Ελλήνων) (300)                                                |
| Hungria       | unicameral          | Assembleia Nacional (Országgyűlés) (199)                                                                             | Assembleia Nacional (Országgyűlés) (199)                                                       |
| Irlanda       | bicameral           | Parlamento Nacional (Oireachtas)[VI]                                                                                 | Parlamento Nacional (Oireachtas)[VI]                                                           |
| Irlanda       | bicameral           | Assembleia (Dáil)[VI] (166)                                                                                          | Senado (Seanad)[VI] (60)                                                                       |
| Itália        | bicameral           | Parlamento (Parlamento)                                                                                              | Parlamento (Parlamento)                                                                        |
| Itália        | bicameral           | Chamber of Deputies (Camera dei Deputati) (630)                                                                      | Senado da República (Senato della Repubblica) (315)[VII]                                       |
| Letónia       | unicameral          | Dieta (Saeima) (100)                                                                                                 | Dieta (Saeima) (100)                                                                           |
| Lituânia      | unicameral          | Dieta (Seimas) (141)                                                                                                 | Dieta (Seimas) (141)                                                                           |
| Luxemburgo    | unicameral          | Câmara dos Deputados (Chambre des Députés / Abgeordnetenkammer / Châmber vun Députéirten) (60)                       | Câmara dos Deputados (Chambre des Députés / Abgeordnetenkammer / Châmber vun Députéirten) (60) |
| Malta         | unicameral          | Câmara dos Representantes (Kamra tad-Deputati / House of Representatives) (69)[VIII]                                 | Câmara dos Representantes (Kamra tad-Deputati / House of Representatives) (69)[VIII]           |
| Países Baixos | bicameral           | Estados Gerais (Staten-Generaal)                                                                                     | Estados Gerais (Staten-Generaal)                                                               |
| Países Baixos | bicameral           | Segunda Câmara (Tweede Kamer) (150)                                                                                  | Primeira Câmara (Eerste Kamer) (75)                                                            |
| Polónia       | bicameral           | Assembleia Nacional (Zgromadzenie Narodowe)[IX]                                                                      | Assembleia Nacional (Zgromadzenie Narodowe)[IX]                                                |
| Polónia       | bicameral           | Dieta (Sejm) (460)                                                                                                   | Senado (Senat) (100)                                                                           |
| Portugal      | unicameral          | Assembleia da República (230)                                                                                        | Assembleia da República (230)                                                                  |
| Reino Unido   | bicameral[X]        | Parlamento (Parliament)                                                                                              | Parlamento (Parliament)                                                                        |
| Reino Unido   | bicameral[X]        | Câmara dos Comuns (House of Commons) (650)                                                                           | Câmara dos Lordes (House of Lords) (779)                                                       |
| Chéquia       | bicameral           | Parlamento (Parlament)                                                                                               | Parlamento (Parlament)                                                                         |
| Chéquia       | bicameral           | Câmara dos Deputados (Poslanecká sněmovna) (200)                                                                     | Senado (Senát) (81)                                                                            |
| Roménia       | bicameral           | Parlamento (Parlamentul)                                                                                             | Parlamento (Parlamentul)                                                                       |
| Roménia       | bicameral           | Câmara dos Deputados (Camera Deputaţilor) (412)                                                                      | Senado (Senat) (176)                                                                           |
| Suécia        | unicameral          | Dieta Nacional (Riksdagen) (349)                                                                                     | Dieta Nacional (Riksdagen) (349)                                                               |

I↑ : Embora exista uma Convenção Federal (Bundesversammlung) semelhante à Convenção Federal austríaca, simplesmente não é uma sessão conjunta da Dieta Federal e do Conselho Federal e, como tal, não o nome geral da legislatura.
II↑ : Tecnicamente, a Dieta Federal tem apenas 598 membros; os vinte e quatro assentos adicionais são assentos suplementares resultantes das eleições de 2009.
III↑ : Devido à estrutura federal complexa da Bélgica o Parlamento da Região de Bruxelas-Capital (Brussels Hoofdstedelijk Parlement / Parlement de la Région de Bruxelles-Capitale) (89, assembleia regional), Parlamento Flamengo (Vlaams Parlement) (124, assembleia regional e da comunidade), o Parlamento Valão (Parlement wallon) (75, assembleia regional), o Parlamento da Comunidade Francesa (Parlement de la Communauté française) (94, assembleia da comunidade) e o Parlamento da Comunidade Germanófona da Bélgica (Parlament der Deutschsprachigen Gemeinschaft) (25, assembleia da comunidade) têm competências na legislação federal que diz respeito aos seus interesses.
IV↑ : Apenas 56 dos 80 são ocupados por causa da ocupação do Chipre.
V↑ : Na legislação que concerne à região autónoma das ilhas Åland, o seu Parlamento (Lagting) (30) também dispõe de competências legislativas.
VI↑ : Os nomes irlandeses são usados na versão em língua inglesa da Constituição da Irlanda, e geralmente no discurso e escrita em língua inglesa na Irlanda.
VII↑ : Para além dos 315 membros eleitos, existem actualmente cinco senadores vitalícios (senatore a vita); estes incluem um antigo presidente italiano, que são senador vitalício ex officio, bem como os senadores nomeados pelo Presidente "para méritos proeminentes patrióticos na área social, científica, artística ou literária". Só pode haver, sempre, cinco senadores nomeados, além dos que são ex officio.
VIII↑ : Tecnicamente, a Câmara dos Representantes tem apenas 65 membros; os quatro lugares adicionais são assentos suplementares para garantir uma maioria de deputados para o partido que ganhou a maioria dos votos nas eleições de 2013.
IX↑ : O nome Zgromadzenie Narodowe é usado apenas nas ocasiões raras em que ambas as câmaras têm uma sessão conjunta.
X↑ : Na legislação que concerne aos territórios ultramarinos de Gibraltar, o seu Parlamento (17) também dispõe de competências legislativas.